# 佐々木宗清
佐々木 宗清（ささき むねきよ、生没年不詳）は、鎌倉時代中期から後期にかけての武士。隠岐宗清とも。通称は左衛門尉、隠岐守、豊前守。従五位上。
佐々木時清の子。母は大曾禰長経の娘。妻は京極宗綱の娘。子に清高、清嗣、秀清、清貞、清顕。
北条時宗が得宗家当主であった頃（弘長3年（1263年）- 弘安7年（1284年））に元服をし、その偏諱（「宗」の字）を授かったとみられる。生没年については未詳である。

## 備考
- 『皇年代記』正安3年（1301年）正月18日条では「佐々木隠岐前司宗清」とするが、他の史料からその父・時清の誤記とされる[3]。
- 『尊卑分脈』の系図において、京極宗綱の娘を宗清の母としているが、年代的にこれは誤りで、実際には宗清の妻で清高の母と考えられている[3]。